# مولد ستيرلينغ للنظائر المشعة

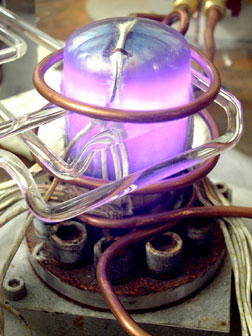
يتم تسخين مكون من مولد النظائر المشعة ستيرلينج عن طريق الحث أثناء الاختبار

مولد النظائر المشعة ستيرلينج (بالإنجليزية: Stirling radioisotope generator - SRG ) هو نوع من مولدات النظائر المشعة يعتمد على محرك ستيرلينغ مدعوم بوحدة تسخين نظائر مشعة كبيرة. يصل الطرف الساخن لمحول ستيرلنغ إلى درجة حرارة عالية ويقوم غاز الهيليوم الساخن بتحريك المكبس، مع طرد الحرارة في الطرف البارد للمحرك. يقوم المولد المتناوب بتحويل الحركة إلى كهرباء. نظرًا للإمدادات المحدودة للغاية من البلوتونيوم ، يتميز محول ستيرلنغ بقدرته على إنتاج حوالي أربعة أضعاف الطاقة الكهربائية من وقود البلوتونيوم مُقارنة بالمولد الحراري الكهربائي بالنظائر المشعة (RTG).
تم اختبار مولدات ستيرلنغ على نطاق واسع على الأرض من قبل وكالة ناسا ، ولكن تم إلغاء تطويرها في عام 2013م قبل أن يتم نشرها في مهام المركبات الفضائية الفعلية. يستخدم مشروع مماثل تابع لوكالة ناسا يُسمى كيلوباور ، محركات ستيرلنغ أيضًا، لكنه يستخدم مفاعل انشطار اليورانيوم الصغير كمصدر للحرارة.